# سميحة خليل
سميحة خليل المرشح الوحيدة المنافسة لياسر عرفات في انتخابات رئاسة السلطة الفلسطينيةعام 1996 وحصلت على 11.5٪ من الأصوات ولدت سميحة يوسف القبّج في عنبتا قضاء طولكرم عام 1923 وتزوجت من سلامة خليل ولها خمسة أبناء وعادت إلى بارئها بعد عمر من الكفاح في عام 1999. و لم تسنح الفرصة لتعليمها في الصغر فأكملته بعد 25 عام من الزواج ومع ذلك لم تستطع إتمام تعليمها الجامعي بسبب المنع والإقامة الجبرية الذي فرض عليها من قبل السلطات الإسرائيلية.

## معالــم فـي حياتها
- 1952 أسست جمعية الاتحاد النسائي العربي في البيرة وكانت رئيسة لها.
- 1965 أسست مع مجموعة من السيدات جمعية إنعاش الأسرة وكانت رئيسة لها حتى انتقلت إلى الرفيق الأعلى.
- 1977 كانت عضو في الجبهة الوطنية مع 42 رجلًا.
- 1978 عضوا في لجنة التوجيه الوطني مع 34 عضوًا.
- 1980 فرضت عليها الإقامة الجبرية لمدة سنتان ونصف ومنعت من السفر بعد ذلك لمدة 12 عام. وخلال هذه الفترة فقدت أختها وفقدت حفيدها وتعرض ابنها وعائلته إلى حادث خطير ومع ذلك لم يسمح لها بمشاركة عائلتها في مصابها.
- 1991 نالت وسام القدس للثقافة والفنون والآداب.[2]